# جون بيرسون (لاعب كرة قدم مواليد 1946)
جون بيرسون (بالإنجليزية: John Pearson)‏ هو لاعب كرة قدم بريطاني في مركز الوسط، ولد في 18 أكتوبر 1946 في ويغان في المملكة المتحدة. لعب مع مانشستر يونايتد ونادي يورك سيتي.